# Championnat de république démocratique du Congo de football
Cet article traite uniquement de la compétition masculine. Pour la compétition féminine, voir Championnat de république démocratique du Congo féminin de football.
Le championnat  de football de la république démocratique du Congo, également appelé Linafoot (Ligue nationale de football) ou Illicocash Ligue 1, est une compétition annuelle de football disputée par les clubs congolais et organisée par la Fecofa (Fédération congolaise de football association). Cette compétition d'envergure nationale, créée en 1958, a néanmoins du mal à s'imposer dans un pays aussi vaste, où les championnats locaux et provinciaux, à l’instar de l’Epfkin (Entente provinciale de football de Kinshasa), restent extrêmement populaires.
La compétition se déroule annuellement, du mois d'août au mois de mai suivant, sous forme d'un championnat mettant aux prises vingt clubs professionnels séparés en 2 groupes de 10 qui disputent chacun 18 matchs. Le 4 premiers de 2 groupes jouent le play-offs en aller et retour et le 6 derniers discutent le play-down. À la fin de la saison, le premier est sacré champion, les suivants sont qualifiés pour les compétitions africaines organisées par la CAF tandis que les trois équipes totalisant le plus faible nombre de points sont reléguées en Ligue 2, devenu l'échelon inférieur.
Ce championnat est l'un des plus prestigieux en Afrique. Il est réputé pour être l'un des plus exigeants physiquement pour les joueurs, en raison du calendrier dense malgré le passage du championnat de 28 à 20 clubs en 2018, et de l'engagement physique traditionnel du football congolais. La Illicocash Ligue 1 ne s'est jamais placer par ailleurs au premier rang africain des championnats au Classement 5-Year de la CAF.
Optant pour la pratique de plus en plus répandue du naming, la Fédération congolaise de football a signé en avril 2010 un contrat de cinq ans autorisant la société sud-africaine Vodacom, l'un des leaders de la téléphonie mobile au Congo-Kinshasa, à rebaptiser la compétition Vodacom Super Ligue,,
Depuis 1958, 10 clubs ont remporté le championnat : le plus titré est le TP Mazembe avec 20 championnats.

## Histoire

### Championnat de la FRSC
Championnat de la FRSC, FECOFA, est fondée 1919 sous le nom de l'Association sportive royale Congolaise et du Ruanda-Urundi.
Durant plus de quarante ans, la fédération organise des compétitions avec celle du Congo-Brazzaville afin d'apporter le rythme du football dans les deux Congo en organisant des compétitions telles que le Championnat du Stanley Pool et sa coupe, la Coupe de Noël et plusieurs autres compétitions réunissant les vainqueurs des championnats locaux avec ceux des pays voisins,,.
En 1957, la première édition du championnat est lancée sous l'égide de la Fédération royale, à la base c'était un match de Gala entre le vainquieur du championnat de Léopoldville et celui d'Elizabethville qui s'est joué au stade Reine-Astrid entre le FC St-Eloi et l'AS Victoria Club, et c'est le club de Lubumbashi qui l'emporte par 5 à 1.
L'édition suivante fut abandonnée à la suite des émeutes pour la lutte pour l'indépendance alors que sept clubs étaient déjà inscrits dans la compétition (AS Victoria Club, FC Dragons, US Panda, CS Simba, Sporting Maniema, Wairless (club d'Usumbara, capital de Burundi), US Centre).
Le championnat a connu au cours de son histoire de nombreuses modifications de fonctionnement, dont durant plusieurs années c'est la Coupe qui avait le rôle de la compétition ultime du pays. Afin de répondre au mieux au problème de la distance et de réduire les coûts de déplacement pour les équipes, la solution de poule unique a été écartée au profit d'une phase finale entre les différents champions provinciaux. En 2012 et 2013, c'est à nouveau la formule avec poule unique de 14 équipes qui est retenue avant de revenir à une formule avec des poules géographiques.
Pour la saison 2017-2018, il y a trois poules régionales
- Zone de développement Ouest : 10 clubs, 3 qualifiés pour la poule finale et 3 relégués
- Zone de développement Est : 8 clubs, 2 qualifiés pour la poule finale et 3 relégués
- Zone de développement Centre-Sud : 10 clubs, 3 qualifiés pour la poule finale et 2 relégués

La poule finale se joue entre les 8 clubs qualifiés, qui se rencontrent en matchs aller-retour.
À partir de la saison 2018-2019, le championnat se déroule avec une poule unique de 16 équipes.
À la suite d une crise financière causée par la pandémie du Covid-19, la nouvelle saison du championnat congolais de football (2020-2021) a été inédite en termes de d’organisation. En effet, le gouvernement a pris en charge les frais de transport pour les équipes engagées en ligue 1 et en ligue 2 Congolaises ainsi qu’une partie des clubs des divisions inférieures tout en octroyant gratuitement les licences à tous les joueurs affiliés.
Le championnat 2022-2023 est abandonné en cours de saison pour raisons financières, le gouvernement ne prenant plus en charge les frais,.

## Palmarès
| Année     | Champion                 |
| 1958-1989 | Voir Coupe du Congo      |
| 1990      | FC Saint Eloi Lupopo (1) |
| 1991      | SCOM Mikishi (1)         |
| 1992-1997 | Voir Coupe du Congo      |
| 1998      | DC Motema Pembe (1)      |
| 1999      | DC Motema Pembe (2)      |
| 2000      | TP Mazembe (1)           |
| 2001      | TP Mazembe (2)           |
| 2002      | FC Saint Eloi Lupopo (2) |
| 2003      | AS Vita Club (1)         |
| 2004      | DC Motema Pembe (3)      |
| 2005      | DC Motema Pembe (4)      |
| 2006      | TP Mazembe (3)           |
| 2007      | TP Mazembe (4)           |
| 2008      | DC Motema Pembe (5)      |
| 2009      | TP Mazembe (5)           |
| 2010      | AS Vita Club (2)         |
| 2011      | TP Mazembe (6)           |
| 2012      | TP Mazembe (7)           |
| 2013      | TP Mazembe (8)           |
| 2014      | TP Mazembe (9)           |
| 2015      | AS Vita Club (3)         |
| 2016      | TP Mazembe (10)          |
| 2017      | TP Mazembe (11)          |
| 2018      | AS Vita Club (4)         |
| 2019      | TP Mazembe (12)          |
| 2020      | TP Mazembe (13)          |
| 2021      | AS Vita Club (5)         |
| 2022      | TP Mazembe (14)          |
| 2023      | Championnat abandonné    |
| 2024      | TP Mazembe (15)          |
| 2024      | Aigles du Congo (1)      |

## Bilan
| Club                 | Titres | Années                                                                                   |
| -------------------- | ------ | ---------------------------------------------------------------------------------------- |
| TP Mazembe           | 15     | 2000, 2001, 2006, 2007, 2009, 2011, 2012, 2013, 2014, 2016, 2017, 2019, 2020, 2022, 2024 |
| DC Motema Pembe      | 5      | 1998, 1999, 2004, 2005, 2008                                                             |
| AS Vita Club         | 5      | 2003, 2010, 2015, 2018, 2021                                                             |
| FC Saint Eloi Lupopo | 2      | 1990, 2002                                                                               |
| Aigles du Congo      | 1      | 2025                                                                                     |
| SCOM Mikishi         | 1      | 1991                                                                                     |

## Aspects juridiques et économiques

### Sponsoring
La Ligue 1 est parrainée elle-même depuis 1990, dans le cadre d'un contrat de naming : le sponsor paie le droit de choisir le nom commercial de la compétition et jusque là 2 sociétés ont sponsorisés ce championnat:
- 2010-2013 : Vodacom (nom : Vodacom Super Ligue)
- 2018-2020 : Vodacom (nom : Vodacom Ligue 1)[16],[17]
- 2024- : Illicocash (un produit de la Rawbank) (nom : Illicocash Ligue 1)[18]

En plus du naming, la Ligue 1 signe des contrats avec un certain nombre de partenaires et fournisseurs officiels. Le fournisseur du trophée de l'homme du match est decérné par 33 Export en 2021.

### Transferts
| Rang | Joueurs               | Indemnité | Provenance                          | Année |
| ---- | --------------------- | --------- | ----------------------------------- | ----- |
| 1er  | Solomon Asante        | 600 k€    | Berekum Chelsea FC → TP Mazembe     | 2012  |
| 2e   | Richard Kissi Boateng | 500 k€    | Berekum Chelsea FC → TP Mazembe     | 2012  |
| 3e   | Gladson Awako         | 400 k€    | Berekum Chelsea FC → TP Mazembe     | 2012  |
| 4e   | Suleman Shaibu        | 150 k€    | Prince Kaazem Eletu FC → TP Mazembe | 2021  |
| 5e   | Sylvain Gbohouo       | 150 k€    | Séwé Sports FC → TP Mazembe         | 2014  |
| 6e   | Jean-Louis Diouf      | 138 k€    | Génération Foot → TP Mazembe        | 2024  |
| 7e   | Ernest Sugira         | 115 k€    | AS Kigali→ AS Vita Club             | 2015  |
| 8e   | Bernard Morrison      | 112 k€    | Ashanti Gold SC → AS Vita Club      | 2015  |
| 9e   | Ricky Tulenge         | 91 k€     | Difaâ El Jadida → AS Vita Club      | 2020  |
| 10e  | Yunus Sentamu         | 87 k€     | Vipers SC → AS Vita Club            | 2014  |

| Rang | Joueurs            | Indemnité | Destination                         | Année |
| ---- | ------------------ | --------- | ----------------------------------- | ----- |
| 1er  | Jackson Muleka     | 2,84 m€   | TP Mazembe → Standard de Liège      | 2020  |
| 2e   | Dieumerci Mbokani  | 1,2 m€    | TP Mazembe → Standard de Liège      | 2007  |
| 3e   | Stoppila Sunzu     | 1 m€      | TP Mazembe → FC Sochaux-Montbéliard | 2013  |
| 4e   | Meschack Elia      | 1 m€      | TP Mazembe → BSC Young Boys         | 2019  |
| 5e   | Ally Samatta       | 800 k€    | TP Mazembe → KRC Genk               | 2015  |
| 6e   | Roger Assalé       | 500 k€    | TP Mazembe → BSC Young Boys         | 2017  |
| 7e   | Hervé Nzelo-Lembi  | 400 k€    | AS Vita Club → KSC Lokeren          | 1992  |
| 8e   | Jean Paul Lutula   | 400 k€    | DC Motema Pembe → RWDM Brussels FC  | 2007  |
| 9e   | Mustapha Ava Dongo | 350 k€    | AS Vita Club → Royal Antwerp        | 2019  |
| 10e  | Noël Mukoko        | 332 k€    | AS Vita Club → Ittihad Tanger       | 2018  |

## Statistiques

### Joueurs les plus capés
| Rang                                           | Joueurs                | Matchs |
| ---------------------------------------------- | ---------------------- | ------ |
| 1                                              | Robert Kidiaba         | 681    |
| 2                                              | Nelson Lukong          | 487    |
| 3                                              | Djos Issama            | 453    |
| 4                                              | Tresor Mputu           | 360    |
| 5                                              | Eric Nkulukuta         | 275    |
| 6                                              | Patou Kabangu          | 269    |
| 7                                              | Ley Matampi            | 263    |
| 8                                              | Christian Koffi        | 263    |
| 9                                              | Kabaso Chongo          | 248    |
| 10                                             | Pierre Ndaye           | 245    |
| 11                                             | Belnadiw bazola pandev | 243    |
| Les joueurs en gras sont toujours en activité. |                        |        |

Le record de nombre d'apparitions en première division du championnat de la RDC est détenu par le gardien de but congolais Robert Kidiaba avec 681 matchs disputés entre 2002 et 2016. Les défenseurs Djos Issama (de 2008 à aujourd'hui) et l'attaquant Trésor Mputu (de 2003 à 2023) suivent avec respectivement avec 453 et 360 matchs.

### Meilleurs buteurs par saison
| Saison  | Joueurs            | Club             | Buts |
| 2000    | Papy Bazilepo      | Kinshasa City FC | 19   |
| 2003    | Belingo Brazzo     | AS Vita Club     | 8    |
| 2004    | Biscotte Mbala     | DC Motema Pembe  | 13   |
| 2005    | Tresor Mputu       | TP Mazembe       | 22   |
| 2006    | Tresor Mputu       | TP Mazembe       | 15   |
| 2007    | Tresor Mputu       | TP Mazembe       | 15   |
| 2008    | Serge Lofo         | AS Vita Club     | 16   |
| 2009    | Patou Kabangu      | TP mazembe       | 5    |
| 2009    | Alain Kaluyituka   | TP mazembe       | 5    |
| 2012    | Mbwana Samatta     | TP Mazembe       | 23   |
| 2013    | Tady Agiti Etkiama | AS Vita Club     | 13   |
| 2013-14 | Mbwana Samatta     | TP Mazembe       | 15   |
| 2014-15 | Roger Assalé       | TP Mazembe       | 14   |
| 2015-16 | Chavda Maïsha      | Sharks XI        | 12   |
| 2016-17 | Ben Malango        | TP Mazembe       | 18   |
| 2017-18 | Jean Marc Makusu   | AS Vita Club     | 24   |
| 2018-19 | Jackson Muleka     | TP Mazembe       | 24   |
| 2019-20 | Jackson Muleka     | TP Mazembe       | 12   |
| 2021-22 | Glody Lilepo       | AS Vita Club     | 9    |
| 2023-24 | Fily Traoré        | TP Mazembe       | 25   |

### Autres records
- Trésor Mputu a remporté cinq fois le prix de meilleur buteur. Il est le seul joueur à l'avoir gagné quatre fois consécutivement.
- Fily Traoré et belnadiw bazola Zola (Djogo pandev) détiennent le record de buts marqués en une saison avec 25 buts lors de la saison 2023-2024
- Nelson Lukong, avec 487 matches, est le joueur étranger ayant joué le plus de matches dans l'histoire de la Ligue 1 au 02 juin 2022[24].
- Jackson Muleka, lors de la saison 2019-2020, inscrit le but le plus rapide de l'histoire du Championnat après seulement 15 secondes avec le TP Mazembe.

## Stades
Entre 1992 et 2012, vingts-deux stades ont reçu un match de Ligue 1.

Les capacités des stades sont très diverse, allant de 80 000 places au Stade des Martyrs, le terrain de principale des clubs kinois à 500 pour le Stade Bassin Damar, le stade de FC Nord Sport.

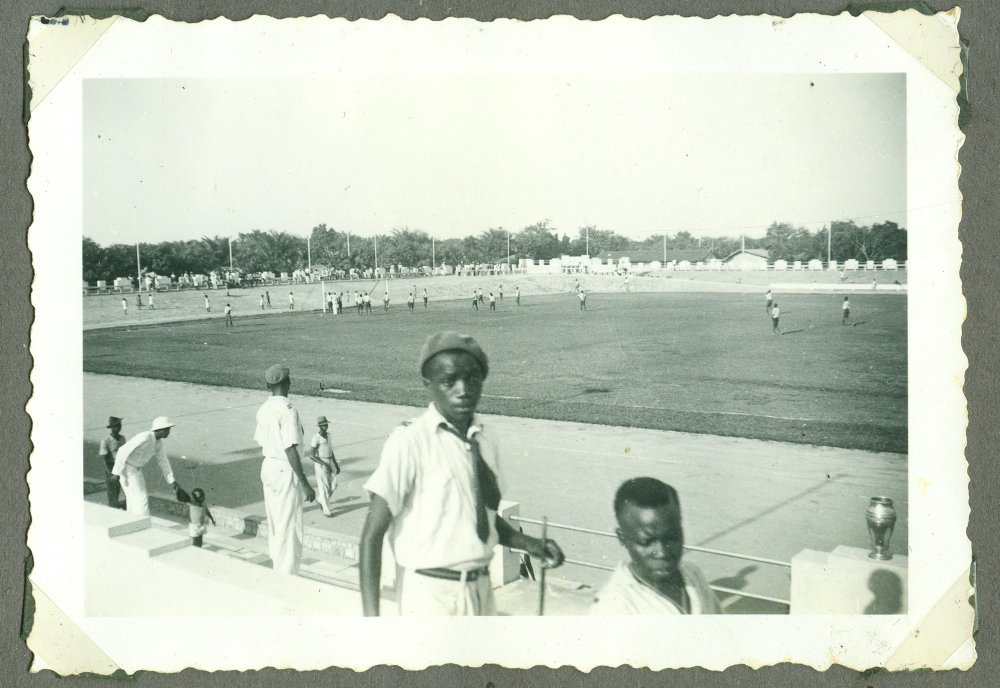
Le premier stade de football en RDC, le Stade Reine Astrid actuellement Stade Cardinal-Malula
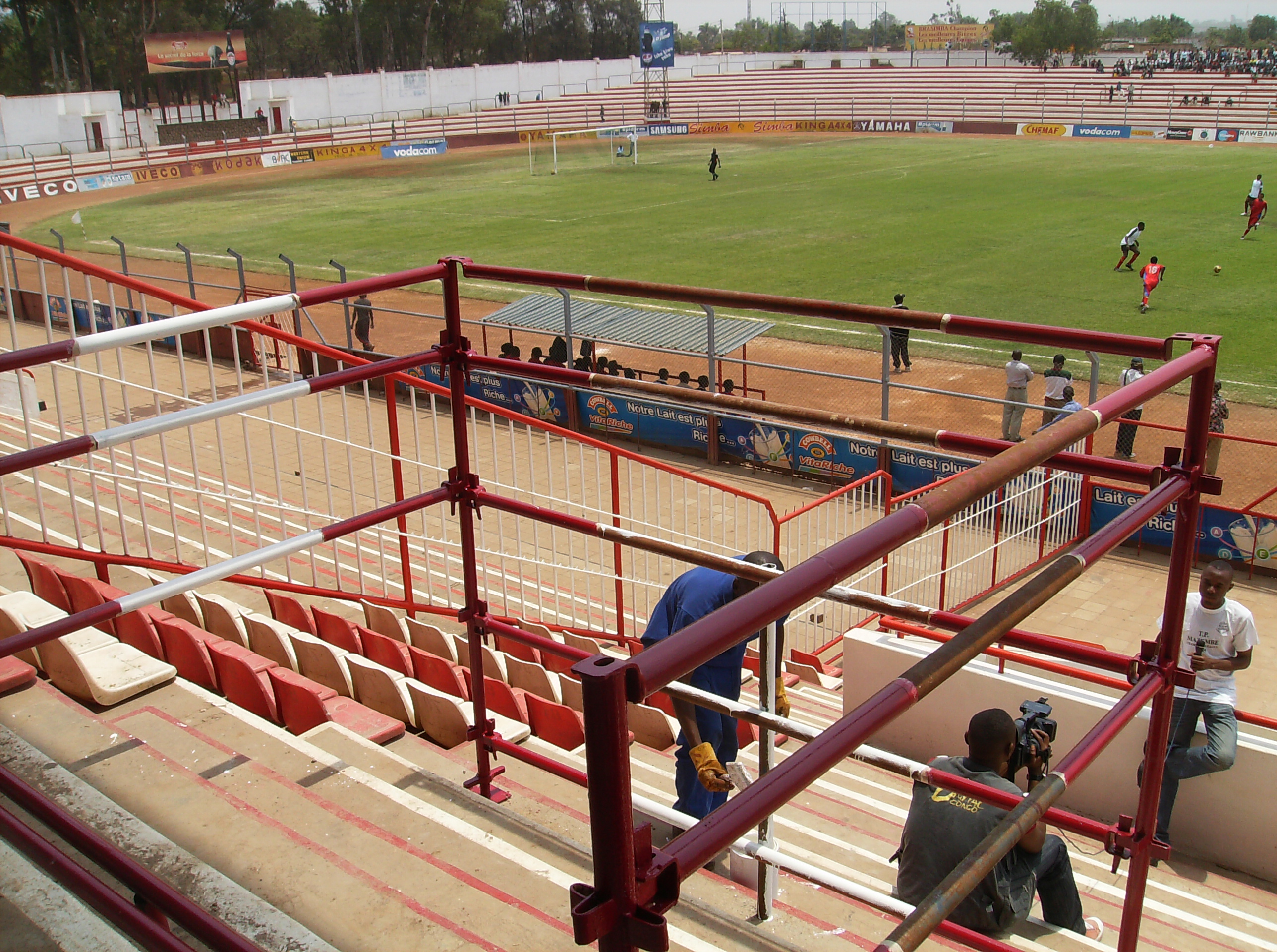
Le Stade Frédéric Kibassa-Maliba en 2007
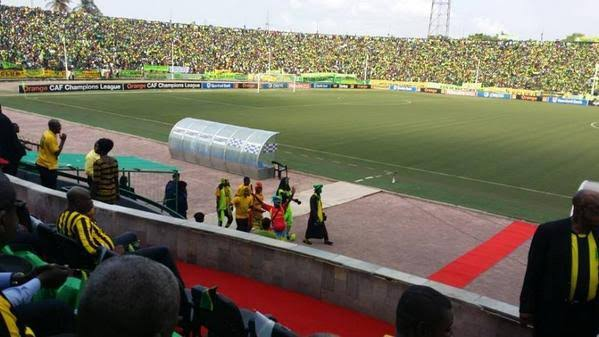
Le Stade Tata Raphaël en 2014
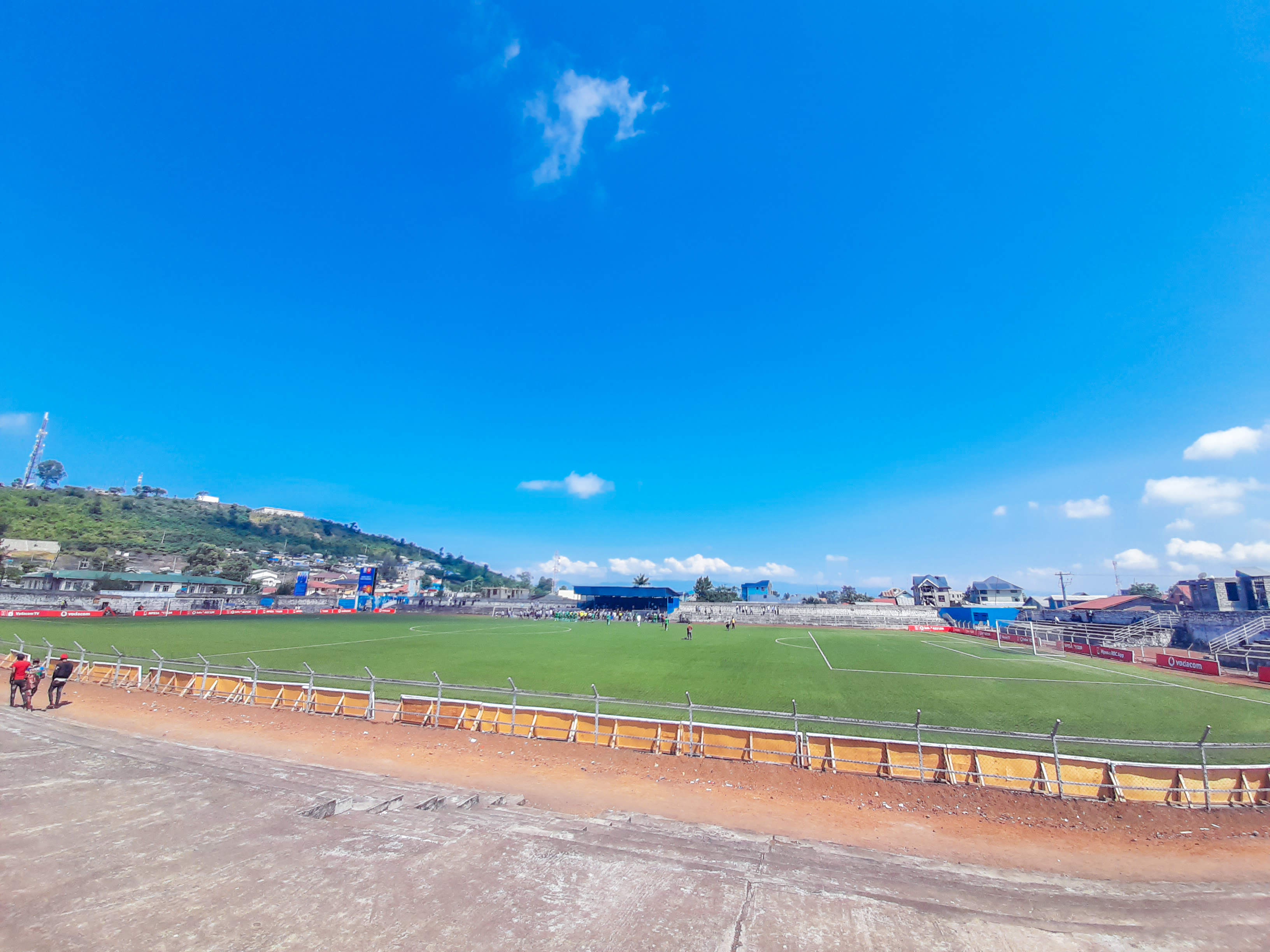
Le Stade de l'Unité à Goma, en 2016
Le Stade des Martyrs en octobre 2024